# سیارک ۲۷۳۵۶
سیارک ۲۷۳۵۶ (به انگلیسی: 27356 Mattstrom، نامگذاری:2000DK88) ۲۷۳۵۶مین سیارک کشف شده‌است که در ۲۹ فوریه ۲۰۰۰ کشف شد.